# Joe Grifasi
Joe Grifasi (Buffalo (New York), 14 juni 1944) is een Amerikaans acteur.

## Biografie
Grifasi heeft de high school doorlopen aan de Bishop Fallon High School in zijn geboorteplaats Buffalo (New York). Hierna ging hij verder studeren aan de Canisius College aldaar om daarna dienst te nemen in de United States Army. Na zijn diensttijd ging hij acteren leren aan de Yale School of Drama. 
Grifasi begon met acteren tijdens zijn studietijd aan de Canisius College en daarna speelde hij in voornamelijk off-Broadway theaters. Hij maakte in 1976 zijn debuut op Broadway in het toneelstuk A Memory of Two Mondays / 27 Wagons Fulls of Cotton. Hierna heeft hij nog meerdere rollen gespeeld op Broadway.
Grifasi begon in 1977 met acteren voor televisie in de televisieserie Great Performances. Hierna heeft hij nog meer dan 120 rollen gespeeld in televisieseries en films zoals The Deer Hunter (1978), Splash (1984), Brewster's Millions (1985), Moonstruck (1987), Naked Gun 33⅓: The Final Insult (1994), L.A. Law (1993-1994), One Fine Day (1996), Law & Order (1996-2001), Tarzan (2003), 13 Going on 30 (2004) en Law & Order: Special Victims Unit (2005-2011).
Grifasi is getrouwd met een saxofoniste.

## Filmografie

### Films
Selectie:
- 2005 Slow Burn – als Drown
- 2004 13 Going on 30 – als Mr. Flamhaff
- 1999 Switching Goals – als Dave
- 1997 Sunday – als Scottie Elster
- 1996 One Fine Day – als Manny Feldstein
- 1995 Money Train – als Riley
- 1995 Batman Forever – als bank beveiliger
- 1994 Natural Born Killers – ls deputy sheriff Duncan Homolka
- 1994 Naked Gun 33⅓: The Final Insult – als regisseur
- 1994 The Hudsucker Proxy – als Lou
- 1988 Beaches – als Otto Titsling
- 1988 The Naked Gun: From the Files of Police Squad! – als voorman
- 1987 Moonstruck – als Shy Walter
- 1986 F/X – als Mickey
- 1985 Brewster's Millions – als J.B. Donaldo
- 1984 The Pope of Greenwich Village – als Jimmy de kaasman
- 1984 Splash – als Manny
- 1982 Still of the Night – als Joseph Vitucci
- 1981 Honky Tonk Freeway – als Osvaldo
- 1978 The Deer Hunter – als bandleider

### Televisieseries
Uitgezonderd eenmalige gastrollen.
- 2022 Evil - als Lombino - 3 afl.
- 2005 – 2021 Law & Order: Special Victims Unit – als Hashi Horowitz – 14 afl
- 2016 - 2021 Bull - als rechter Arlen Rand - 7 afl.
- 2018 - 2019 Lodge 49 - als Burt - 11 afl.
- 2007 The Bronx Is Burning – als Yogi Berra – 8 afl.
- 2003 Tarzan – als luitenant Scott Conner – 5 afl.
- 1996 – 2001 Law & Order – als James Line – 3 afl.
- 2001 Some of My Best Friends – als Joe Zito – 4 afl.
- 1996 – 1997 Early Edition – als Harry Hawks – 3 afl.
- 1993 – 1994 L.A. Law – als Dominic Nuzzi – 5 afl.
- 1993 Class of '96 – als Joe Morrisey – 2 afl.
- 1990 – 1991 WIOU – als Tony Pro – 14 afl.
- 1988 Matlock – als hotdog verkoper – 2 afl.

## Theaterwerk opBroadway
- 2002 – 2003 Dinner at Eight – als Max Kane
- 1995 The Play's the Thing – als Mansky
- 1985 – 1987 The Mystery of Edwin Drood – als Bazzard / Phillip Bax
- 1984 Accidental Death of an Anarchist – als kapitein Pisani
- 1979 – 1980 The 1940's Radio Hour – als Neal Tilden
- 1977 Happy End – als kapitein Hannibal Jackson
- 1976 Boy Meets Girl – als Green
- 1976 Secret Service – als korporaal Matson
- 1976 A Memory of Two Mondays / 27 Wagons Fulls of Cotton – als Frank

- Bibliothèque nationale de France: cb14183453z (data)
- International Standard Name Identifier: 0000 0000 0129 833X
- Library of Congress Control Number: no2001067140
- Nationale Bibliotheek van Israël: 987007349399505171
- SNAC: w67942t6
- Virtual International Authority File: 66675668
- WorldCat: E39PBJwxKYhkQtyD9CgVfxCvpP